# Sixmile Creek (Kenai-Halbinsel)
Der Sixmile Creek (englisch für „Sechs-Meilen-Fluss“) ist ein 15,4 km langer Zufluss des Turnagain Arm im Norden der Kenai-Halbinsel in Alaska (USA).

## Flusslauf
Der Sixmile Creek entsteht am Zusammenfluss von Canyon Creek (links) und East Fork Sixmile Creek (rechts). Er fließt in nördlicher Richtung und mündet 42 km südöstlich von Anchorage in den Turnagain Arm, eine Nebenbucht des Cook Inlet. Der Fluss wird von über 1000 m hohen Gebirgskämmen der Kenai Mountains flankiert. An der Mündung befindet sich am linken Flussufer der Weiler Sunrise, eine ehemalige Minenarbeitersiedlung. 12 km westlich der Flussmündung liegt die Ortschaft Hope. Der Seward Highway von Anchorage nach Seward verläuft entlang der beiden Quellflüsse des Sixmile Creek. Der Hope Highway bildet eine Stichstraße, die vom Seward Highway abzweigt und entlang dem Westufer des Sixmile Creek über Sunrise nach Hope führt.

## Hydrologie
Der Sixmile Creek entwässert ein Areal von etwa 677 km². Der mittlere Abfluss (MQ) 11 km oberhalb der Mündung beträgt 24,9 m³/s. Die größten mittleren monatlichen Abflüsse treten im Juni und im Juli auf mit Werten von 74 bzw. 55 m³/s.

## Namensgebung
Der lokale Name des Flusses wurde 1895 von Becker, einem Mitarbeiter des U.S. Geological Survey (USGS), gemeldet.

## Tourismus
Der Sixmile Creek gilt als der am leichtesten erreichbare technisch anspruchsvolle Wildwasser-Fluss in Alaska. Er ist für Kajak und Rafting (paddle raft) geeignet und weist hauptsächlich Stromschnellen vom Schwierigkeitsgrad IV sowie eine vom Schwierigkeitsgrad V auf. Es werden Rafting-Touren angeboten.